# Frente de Libertação Nacional de Tripura

Banderia da organização.

A Frente de Libertação Nacional de Tripura (em inglês:  National Liberation Front of Tripura, abreviado como NLFT) é uma organização militante nacionalista tripuri sediada em Tripura, na Índia. Tem cerca de 550 a 850 membros.
A organização busca a secessão de Tripura da Índia, visando estabelecer um estado independente, e é um participante ativo da insurgência no nordeste da Índia. É atualmente designada como uma organização terrorista na Índia. 

## Localização
O grupo foi banido pelo governo indiano desde a Lei de Atividades Ilícitas de 1967. Portanto, opera em sua sede em Khagrachari, um distrito em Bangladesh a cerca de 45 km de Simanapur. A Frente de Libertação Nacional de Tripura tem a capacidade de utilizar estes 856 km de fronteira sem vedação e suscetível de invasão.

## Ataques
A Frente de Libertação Nacional de Tripura conduziu 81 ataques em vários locais no Sul da Ásia e, especificamente, em Tripura.  Destes 81 ataques, revólveres e armas de fogo foram as armas mais comuns.
Durante o período de 1992-2001, um total de 764 civis e 184 membros das forças de segurança foram mortos em ataques do grupo, que também custaram a vida de 124 membros da organização. Posteriormente, durante o período de 2005-2015, a NLFT foi responsável por 317 incidentes nos quais 28 forças de segurança e 62 civis perderam a vida. 
Não houve nenhum ataque desde 2016. 

## Objetivos / Ideologias
Uma ideologia comum dentro da organização é o nacionalismo tripuri, que possui dois componentes: um estado de Tripura que seria apenas para os cidadãos nativos e os bengalis que habitam Tripura não teriam direitos ou poder político. Entre os líderes e seguidores da NLFT, existem alguns objetivos comuns:
- libertar Tripura da união da Índia;
- deportar todos os estrangeiros que ingressaram em Tripura após 1956;
- restaurar terras tribais alienadas.[9]